# Кајзер-Вилхелм-Ког
Кајзер-Вилхелм-Ког (њем. Kaiser-Wilhelm-Koog) општина је у њемачкој савезној држави Шлезвиг-Холштајн. Једно је од 115 општинских средишта округа Дитмаршен. Према процјени из 2010. у општини је живјело 389 становника. Посједује регионалну шифру (AGS) 1051057.

## Географски и демографски подаци
Кајзер-Вилхелм-Ког се налази у савезној држави Шлезвиг-Холштајн у округу Дитмаршен. Општина се налази на надморској висини од 3 метра. Површина општине износи 13,1 km². У самом мјесту је, према процјени из 2010. године, живјело 389 становника. Просјечна густина становништва износи 30 становника/km².